# Damanawiczy (obwód miński)
Damanawiczy (biał. Даманавічы; ros. Домановичи, Domanowiczi) – wieś na Białorusi, w obwodzie mińskim, w rejonie soligorskim, w sielsowiecie Damanawiczy. W 2009 roku liczyła 174 mieszkańców.